# شحر
شَحَر در اساطیر فنیقی ایزد پگاه بود و در همین اساطیر شلیم ایزد شامگاه بود. نام شحر (שחר) با واژه سحر عربی هم‌ریشه است.
برپایه متنی کهن که در رأس شمراء محل اوگاریت کهن در شمال غربی سوریه پیدا شده شحر و شلیم در اسطوره‌ها برادران دوقلو بودند و نطفه آن‌ها زمانی بسته شد که ایزد ال دستانش را هم‌چون امواج بر فراز دریای نخستین گستراند و با این کار دو زن را بارور ساخت. این دو زن به باور بیشتر پژوهندگان عشیره و عنات بودند.